# Belizejski dolar
Belizejski dolar (ISO 4217: BZD) je službeno sredstvo plaćanja u Belizeu. Označava se sa $ ili s Bz$ kako bi se razlikovao od drugih valuta koje nose naziv dolar. 1 dolar sadrži 100 centi. Belizejski dolar vezan je uz tečaj američkog dolara u omjeru 1 USD = 2 BZD.
Kovanice u optjecaju:
- 1 cent
- 5 centi
- 10 centi
- 25 centi (poznat kao "shilling")
- 50 centi
- 1 dolar

Novčanice u optjecaju:
- 2 dolara
- 5 dolara
- 10 dolara
- 20 dolara
- 50 dolara
- 100 dolara